# 韋斯特伍德湖 (佛羅里達州)
韋斯特伍德湖（英語：Westwood Lakes）是位於美國佛羅里達州邁阿密-戴德縣的一個人口普查指定地區。

## 地理
韋斯特伍德湖的座標為25°43′26″N 80°22′08″W / 25.72389°N 80.36889°W，而該地最高點為海拔高度1米（即3英尺）。

## 人口
根據2010年美國人口普查的數據，韋斯特伍德湖的面積為4.70平方千米，當中陸地面積為4.50平方千米，而水域面積為0.20平方千米。當地共有人口12005人，而人口密度為每平方千米2,554人。